# Villamagna in Tripolitana
Villamagna in Tripolitana (łac. Diocesis Villamagnensis in Tripolitana) – stolica historycznej diecezji w Cesarstwie rzymskim w prowincji Trypolitania, zlikwidowana w VII w. podczas ekspansji islamskiej, współcześnie w północnej Libii. Obecnie katolickie biskupstwo tytularne.

## Biskupi tytularni
| Lp. | Biskup              | Funkcja                                                  | Od                | Do               |
| --- | ------------------- | -------------------------------------------------------- | ----------------- | ---------------- |
| 1   | Patrick Finbar Ryan | emerytowany arcybiskup Port of Spain (Trynidad i Tobago) | 24 maja 1966      | 10 stycznia 1975 |
| 2   | Giulio Einaudi      | nuncjusz apostolski                                      | 10 listopada 1976 | 28 grudnia 2017  |
| 3   | Peter Birkhofer     | biskup pomocniczy Fryburga (Niemcy)                      | 19 lutego 2018    |                  |